# Convento de las Hermanas de la Cruz (Ayamonte)
El convento de las Hermanas de la Cruz es un convento de monjas, situado en la localidad de Ayamonte, Huelva.

## Situación
Se encuentra situado entre las calles Madre Gloria de la Cruz, Cruz, Travesía de los Estudiantes y Manuel Lerdo de Tejada. Posee claustro, iglesia con campanario en espadaña y colegio de niñas. El edificio es de planta casi rectangular, con dos entradas y un hermoso patio. El edificio en sí no es visitable sin permiso de sus residentes, siendo accesible solo una parte del mismo, así como los domingos la iglesia que se abre a los feligreses.

## Historia
Hacia el año 1639, Isabel de Zamora, funda el convento de Clarisas calzadas, que dio nombre a la calle donde se situó su entrada principal, con claras pretensiones de ayuda al pobre y educación de niñas de la villa de Ayamonte. El edificio primigenio, quedó muy deteriorado tras sufrir de lleno el terremoto de Lisboa. La famosa ley de Mendizábal lleva sus residentes a un estado de precariedad al cual no estaban acostumbradas hasta la época, y no pudiendo el Estado verificar los bienes de los que eran poseedoras, llevó a las Clarisas a su abandono sobre el 1878, haciéndose cargo del mismo las Hermanas de la Cruz.
Actualmente la antigua escuela femenina de hermanas de la Cruz no da clases a las féminas de la localidad.
- Datos: Q5786039